# Mysteriet i Boscombe Valley
Mysteriet i Boscombe Valley, i original The Boscombe Valley Mystery, är en novell av den skotske författaren Sir Arthur Conan Doyle i hans serie berättelser om detektiven Sherlock Holmes. Novellen publicerades först i Strand Magazine 1891.

## Handling
Kommissarie Lestrade behöver hjälp från Sherlock Holmes. En man har blivit mördad. Mannens son är starkt misstänkt. Sonen och fadern har haft ett häftigt gräl precis innan och på platsen för mordet. Holmes bevisar dock att en tredje man också har varit närvarande.

## Filmatisering
Novellen har filmatiserats flera gånger, bland annat 1991 med Jeremy Brett i huvudrollen.